# Фетис, Франсуа Жозеф
Франсуа Жозеф Фети́с  (фр. François-Joseph Fétis; 25 марта 1784, Монс, Священная Римская империя, — 26 марта 1871, Брюссель, Бельгия) — бельгийский музыковед, музыкальный критик и педагог, дирижёр, композитор. Научная деятельность Фетиса способствовала широкому распространению музыкально-теоретической концепции тональности в Западной Европе и в России.

## Биография
Учился музыке у своего отца и уже в девятилетнем возрасте стал органистом в церкви Сент-Водрю в Монсе. В 1800 г. поступил в Парижскую консерваторию, где учился у Франсуа Адриана Буальдьё, Жана Батиста Рея и Луи Бартелеми Прадера. Уже в 1806 г. Фетис начал свои музыковедческие штудии, работая над «Всеобщим биографическим словарём музыкантов» (первое издание 1834). В 1821—1832 гг. Фетис преподавал в Парижской консерватории. Однако наибольшую роль в 1820-30-е гг. играла деятельность Фетиса как музыкального критика: после сотрудничества с рядом французских газет он в 1827 г. основал собственную газету «Музыкальное обозрение» (фр. Revue musicale), в которой был основным автором. Суждения Фетиса вызывали большой общественный резонанс. В целом он тяготел к достаточно консервативному вкусу, что, в частности, выразилось в резком неприятии им музыки Гектора Берлиоза: так, в 1835 г. Фетис писал по случаю премьеры Фантастической симфонии Берлиоза, что композитор «лишён мелодического вкуса и малейшего чувства ритма, а его гармонии, представляющие собой нагромождение звуков, собранных в кучу наиболее чудовищным образом, умудряются при этом быть плоскими и чрезвычайно скучными».
В 1833 г. по приглашению короля Бельгии Леопольда I Фетис покинул Париж и возглавил Брюссельскую консерваторию, которую за 37 лет руководства превратил в учебное заведение европейского уровня. Фетис не только преподавал, но и дирижировал получившими большую популярность консерваторскими концертами, выступал с многочисленными популярными лекциями. В числе его известных учеников — композитор Арман Лимнандер де Нивенгове.

## Научная деятельность
Научная деятельность Фетиса носила всеобъемлющий и универсальный характер, усвоенный Фетисом ещё в ранний период его творчества, когда он адресовал свои труды малоквалифицированному читателю, создавая нечто вроде популярных энциклопедий: «Галерея известных музыкантов — композиторов, певцов и исполнителей, включающая их литографированные портреты работы лучших художников, автографы и биографические сведения» (фр. Galerie des musiciens célèbres, compositeurs, chanteurs et instrumentistes, contenant leurs portraits lithographiés par les meilleurs artistes, des fac-similés, et leurs notices biographiques), «Учебник для композиторов, дирижёров и руководителей военных оркестров, или Методическое пособие по гармонии, музыкальным инструментам, голосам и всему, что относится к сочинению музыки, её дирижированию и исполнению» (фр. Manuel des compositeurs, directeurs de musique, chefs d'orchestre et de musique militaire, ou Traité méthodique de l'harmonie, des instruments, des voix et de tout ce qui est relatif à la composition, à la direction et à l'exécution de la musique), «Музыка для всех и каждого: Краткое изложение всего, что необходимо для суждения об этом искусстве и для рассуждения о нём без предварительного обучения» (фр. La musique mise à la portée de tout le monde : exposé succinct de tout ce qui est nécessaire pour juger de cet art, et pour en parler sans l'avoir étudié; 1830) и т. п. Однако уже составленный Фетисом «Всеобщий биографический словарь музыкантов» (фр. Biographie universelle des musiciens et bibliographie générale de la musique; 1834) представляет собой, несмотря на ряд фактических ошибок и неточностей, ценное историческое и методологическое пособие; в 2001 г. он был переиздан факсимильно. Развитием этого труда Фетиса стала в дальнейшем его пятитомная «Общая история музыки» (фр. Histoire générale de la musique depuis les temps les plus anciens jusqu'à nos jours; 1869—1876), а также «Очерк истории гармонии, рассматриваемой как искусство и как систематическая наука» (фр. Esquisse de l'histoire de l'harmonie considérée comme art et comme science systématique; 1840) и аналогичное сочинение по контрапункту. Особенную ценность трудам Фетиса по истории музыки придаёт его отход от наивного телеологизма: Фетис был одним из первых, кто начал рассматривать музыку более ранних эпох не как нечто незрелое и подготовительное по отношению к современной музыке, а как по-своему логичное и полноценное культурное явление, отвечающее требованиям своего времени. Отдельный интерес представляет созданный Фетисом в сотрудничестве с Игнацем Мошелесом учебник игры на фортепиано «Метод методов для фортепиано, или Трактат об искусстве игры на этом инструменте, основанный на анализе лучших трудов, прежде написанных на эту тему» (фр. Méthode des méthodes de piano, ou Traité de l'art de jouer de cet instrument basé sur l'analyse des meilleurs ouvrages qui ont été faits à ce sujet; 1840).

### Учение о гармонии
Из трудов Фетиса, посвящённых гармонии, наиболее важен «Полный трактат о теории и практике гармонии» (Traité complet de la théorie et de la pratique de l’harmonie. Paris, 1844), на который часто ссылаются просто как на «Трактат о гармонии». Историю «тональности» (в широком смысле, то есть лада) Фетис представлял себе в четырёх исторических фазах.
Музыка «однотонального строя» (фр. ordre unitonique), к которой он относил cantus planus католиков, была спокойной и бесстрастной, лишённой энергии движения, а потому и модуляции. В музыке «транзитонального» (то есть переходного) строя (фр. ordre transitonique), которую Фетис связал с именем Клаудио Монтеверди и датой около 1600 г., появился доминантсептаккорд (с разрешением) и модуляция; «транзитональная» музыка уже содержала «энергию стремления», необходимую для оперной драматургии. В музыке Моцарта (Россини и ряда других композиторов), отнесённой Фетисом к «плюритональному строю» (фр. ordre pluritonique), модуляция приобрела изысканное многообразие благодаря хроматике и явившемуся уменьшённому септаккорду. Наконец, романтическую музыку Берлиоза и особенно Вагнера с их «ненасытным стремлением к модуляции» (особенно к энгармонической) Фетис отнёс к «омнитональному строю» (фр. ordre omnitonique); в развитии романтической гармонии он прозорливо предрекал фазу, когда энергия центробежного движения приведёт к разрушению фундамента тонального лада — иерархического отношения тоники и тональной периферии.
В отличие от Рамо (и позднее Римана), искавших физические (природные) основания гармонии, Фетис трактовал тональность как «чисто метафизический принцип» (фр. principe purement métaphysique), объясняя само её существование антропологическими причинами:

Можно задать вопрос, каков же принцип [мажорной и минорной] гамм? разве не акустические феномены и не акустические расчёты управляют порядком их звуков? Отвечаю, что принцип этот чисто метафизический. Мы сознаём этот порядок, а также мелодические и гармонические феномены вследствие нашей физиологии и нашего воспитания <…> не существует другого принципа построения гаммы и тональности кроме принципа метафизического, принципа объективного и вместе с тем субъективного — необходимого результата чувственного восприятия звуковых отношений, с одной стороны, и разума, который эти отношения соизмеряет и делает соответствующие выводы, с другой.— Traité complet... P., 1844, p.249, p.251.
«Трактат по гармонии» Фетиса сразу по выходе книги приобрёл популярность. Только во Франции между 1844 и 1903 гг. он выдержал двадцать (!) изданий.

## Композиции
Композиторское наследие Фетиса не имеет такого значения, как музыковедческое, хотя некоторые его учебные произведения, этюды пользовались популярностью. В 1866 году определённый резонанс имела Симфоническая фантазия для органа с оркестром, созданная композитором к 50-летию воссоздания Королевской академии наук Бельгии. Фетис также известен как мистификатор, автор ряда произведений, приписанных им другим авторам — особенно барочным и ренессансным, например, Концерт для лютни Валентина Штробеля и ария «Pietà Signore» Алессандро Страделлы.

## Избранные труды
- Traité au contrepoint et de la fugue. Paris, 1824, 2-е дополненное изд., 1846 // Трактат о контрапункте и фуге
- Traité élémentaire de musique contenant la théorie de toutes les parties de cet art. Bruxelles, 1831 // Элементарная теория музыки
- La musique mise à la portée de tout le monde. Paris, 1830; рус. перевод: Музыка, понятная для всех. Санкт-Петербург, 1833.
- Traité du chant en choeur. Paris, 1837; Eng. trans., 1854 // Трактат о хоровом пении
- (соавтор I. Moscheles) Méthode des méthodes de piano. Paris, 1840; Eng. trans., 1841 // Наилучший метод игры на фортепиано
- Méthode élémentaire de plain-chant. Paris, 1843, 5te ed., 1862 // Основы григорианского пения
- Traité complet de la théorie et de la pratique de l’harmonie. Paris, 1844; 20-е издание, Paris, 1903; англ. перевод Hillsdale, NY, 2008 // Полный трактат о теории и практике гармонии (Трактат о гармонии)
- Biographie universelle des musiciens et bibliographie générale de la musique. Bruxelles, 1835-44, 2-е расширенное издание, 1860-65 // Всеобщий биографический словарь музыкантов и полная музыкальная библиография
- Mémoire sur l’harmonie simultanée des sons chez les grecs et les romains. Bruxelles, 1858 // Записка о полнозвучной гармонии у греков и римлян
- Méthode des méthodes de chant. Paris, 1869 // Наилучший метод пения
- Histoire générale de la musique. 5 vls. Paris, 1869-76 (труд не окончен) // Общая история музыки